# 비밀의 언덕
《비밀의 언덕》은 2023년에 개봉한 대한민국의 영화이다.

## 캐스팅
- 문승아 : 명은 역
- 장선 : 경희 역
- 임선우 : 애란 역
- 이동찬 : 기남 역
- 곽진무 : 진우 역
- 장재희 : 혜진 역
- 문서현 : 하얀 역
- 최현진 : 민규 역
- 강길우 : 성호 역

## 수상 목록
- 2023년 제43회 한국영화평론가협회상 국내 영화부문 국제영화비평가연맹 한국본부상 (이지은)
- 2023년 제43회 한국영화평론가협회상 영평10선 (비밀의 언덕)
- 2023년 제32회 부일영화상 신인감독상 (이지은)